# Dalmanites
La dalmanite (gen. Dalmanites) è un artropode estinto appartenente ai trilobiti. Visse tra il Siluriano e il Devoniano (435-380 milioni di anni fa) e i suoi resti sono stati ritrovati in Europa, Nordamerica, Sudamerica e Australia.

## Descrizione
Lunga in media cinque centimetri, la dalmanite rappresenta una forma di trilobiti dall'aspetto particolarmente elegante: il margine anteriore e quello posteriore dell'esoscheletro, infatti, erano ornati di due spine. Il capo (cephalon) era di forma ellittica, con un margine piatto e basso, dotato di una spina relativamente corta. La glabella era prominente e divisa da solchi ben evidenti nella parte posteriore; ventralmente era presente un ipostoma di forma allungata. Le spine genali erano anch'esse allungate e rivolte all'indietro, e gli occhi avevano una caratteristica curvatura. 
Il torace era diviso in 10-12 segmenti, dotati di pleure moderatamente appuntite; il pigidio, invece, era molto sviluppato e comprendeva una serie di anelli la cui quantità variava da 11 a 14; al termine del pigidio era presente una lunga spina.

## Habitat
Si presume che la dalmanite non fosse una grande nuotatrice, ma vivesse sul fondale cibandosi di particelle di cibo. Gli studiosi ritengono che le due spine potessero aiutare l'animale a rimanere emerso dai fondali sabbiosi e stabilizzarsi sui terreni particolarmente melmosi. La specie tipo è Dalmanites caudatus.